# Through Jealousy
Through Jealousy è un cortometraggio muto del 1909. Il nome del regista non viene riportato nei credit del film.

## Trama
Ella Walker è innamorata di Tom, il segretario di suo padre. Il giovane però la tratta sempre con distacco tanto da farle credere che lui disprezzi il suo amore. In realtà, Tom è sempre così riservato perché pensa di non essere degno della ragazza che appartiene a una classe sociale troppo elevata per lui. Ella, in ufficio, vede sulla scrivania una lettera che Tom ha appena ricevuto e, gelosa, la legge. Il contenuto la sconvolge: è il biglietto di una donna che dichiara di ricambiare l'eterno amore del giovane e che gli fissa un appuntamento per qualche giorno dopo.
Walker, il padre di Ella, torna in ufficio: ha con sé una nuova pistola che ha appena comperato e con la quale gioca. Gli parte uno sparo che lo colpisce alla testa, uccidendolo. Ella, sentendo lo sparo, ritorna indietro e, ancora pazza di gelosia, accusa Tom di aver ucciso suo padre. L'uomo viene arrestato. Quando dieci giorni più tardi arriva in città sua madre, quest'ultima si rifiuta di credere che il figlio possa essere un assassino. Incontra Ella e finalmente si chiarisce l'equivoco della lettera: la donna misteriosa di cui Ella è così gelosa non è altri che la madre di Tom. Pentita, la ragazza si reca dal procuratore per confessare di aver agito in preda alla rabbia. Tom riacquista la libertà e i due giovani possono iniziare una nuova vita insieme, con Ella che promette di non cedere più alla gelosia.

## Produzione
Il film fu prodotto dalla Lubin Manufacturing Company.

## Distribuzione
Distribuito dalla Lubin Manufacturing Company, il film - un cortometraggio della lunghezza di 210 metri - uscì nelle sale cinematografiche statunitensi il 10 giugno 1909. Nelle proiezioni, veniva programmato con il sistema dello split reel, accorpato in un'unica bobina con un altro cortometraggio prodotto dalla Lubin, la commedia Prof. Wise's Brain Serum Injector.